# هاينز شنايدر
هاينز شنايدر (بالألمانية: Heinz Schneider)‏ (2 يناير 1960 - ) هو لاعب كرة قدم ألماني، يلعب كلاعب وسط.

## مسيرته

### مسيرته مع الأندية
- 1985 - 1985 لعب مع نادي نورنبرغ مباراتين.
- 1985 - 1995 لعب مع SpVgg Bayreuth [الإنجليزية]‏ 268 مباراة سجل خلالها 73 هدف.

## روابط خارجية
- هاينز شنايدر على موقع قاعدة بيانات كرة القدم.إي يو (الإنجليزية)
- هاينز شنايدر على موقع بيانات كرة القدم. دي إي (الألمانية)